# ماونت برايس (كولومبيا البريطانية)
ماونت برايس هو عبارة عن بركان طبقي صغير يقع في سلسلة جبال غاريبالدي في المحيط الهادئ في جنوب غرب كولومبيا البريطانية، كندا. يبلغ ارتفاعها 2,049 متر (6,722 قدم)  وترتفع فوق المناظر الطبيعية المحيطة على الجانب الغربي من بحيرة غاريبالدي في منطقة نيو وستمنستر لاند. يحتوي الجبل على عدد من الميزات الفرعية، بما في ذلك قمة كلنكر على جانبه الغربي، والذي كان مصدرا لتدفقات حمم بركانية كثيفة بين 15000و 8000 عام مضى والتي تجمعت ضد الجليد الجليدي. تدفقات الحمم البركانية هذه غير مستقرة من الناحية الهيكلية، حيث تسببت في حدوث انهيارات أرضية كبيرة مؤخرا في خمسينيات القرن التاسع عشر. تحيط بجبل برايس حديقة إقليمية كبيرة وبراكين أخرى في المنطقة المجاورة لها. كما انها تقع داخل منطقة بيئية والتي تحيط بالكثير من سلاسل المحيط الهادئ.
يرتبط ماونت برايس بمجموعة صغيرة من البراكين تسمى الحقل البركاني لبحيرة غاريبالدي. يشكل هذا جزءا من حزام غاريبالدي البركاني الأكبر، وهو منطقة بركانية تتجه شمالا وجنوبيا تمثل جزءا من قوس كاسكيد الكندي. بدأ ماونت برايس تشكيله 1.2 منذ مليون سنة واستمر بشكل متقطع حتى وقت ما في آخر 15000 سنة. على الرغم من أنه من غير المعروف أن الجبل كان نشطًا بركانيًا منذ آلاف السنين، إلا أنه يمكن أن يثور مرة أخرى مما قد يعرض السكان القريبين للخطر. إذا كان هذا سيحدث، يمكن تنظيم جهود الإغاثة من قبل فرق مثل خطة الإخطار بالأحداث البركانية المشتركة بين الوكالات الذين هم على استعداد لإخطار الأشخاص المهددين بالانفجارات البركانية في كندا.

## جغرافيا
يقع ماونت برايس جنوب ويسلر على الجانب الغربي من بحيرة جاليباردي في منطقة منطقة نيو وستمنستر لاند.  يقع داخل منطقة المحيط الهادئ البيئية، وهي منطقة جبلية في جبال الساحل الجنوبي تتميز بالجبال العالية والمنحدرة والوعرة المصنوعة من الصخور الجرانيتية. يشمل جزء كبير من هذه المنطقة البيئية نطاقات المحيط الهادئ في جنوب غرب كولومبيا البريطانية، على الرغم من أنها تشمل أيضا الجزء الشمالي الغربي من سلسلة جبال كاسكيد في ولاية واشنطن. يوجد العديد من الجزر والقنوات والمضايق الساحلية على طول الحافة الغربية لمنطقة المحيط الهادئ البيئية. منطقة المحيط الهادئ البيئية هي جزء من الساحل والجبال البيئية والتي تشكل جزءا من التقسيم البيئي البحري الرطب والمرتفعات.

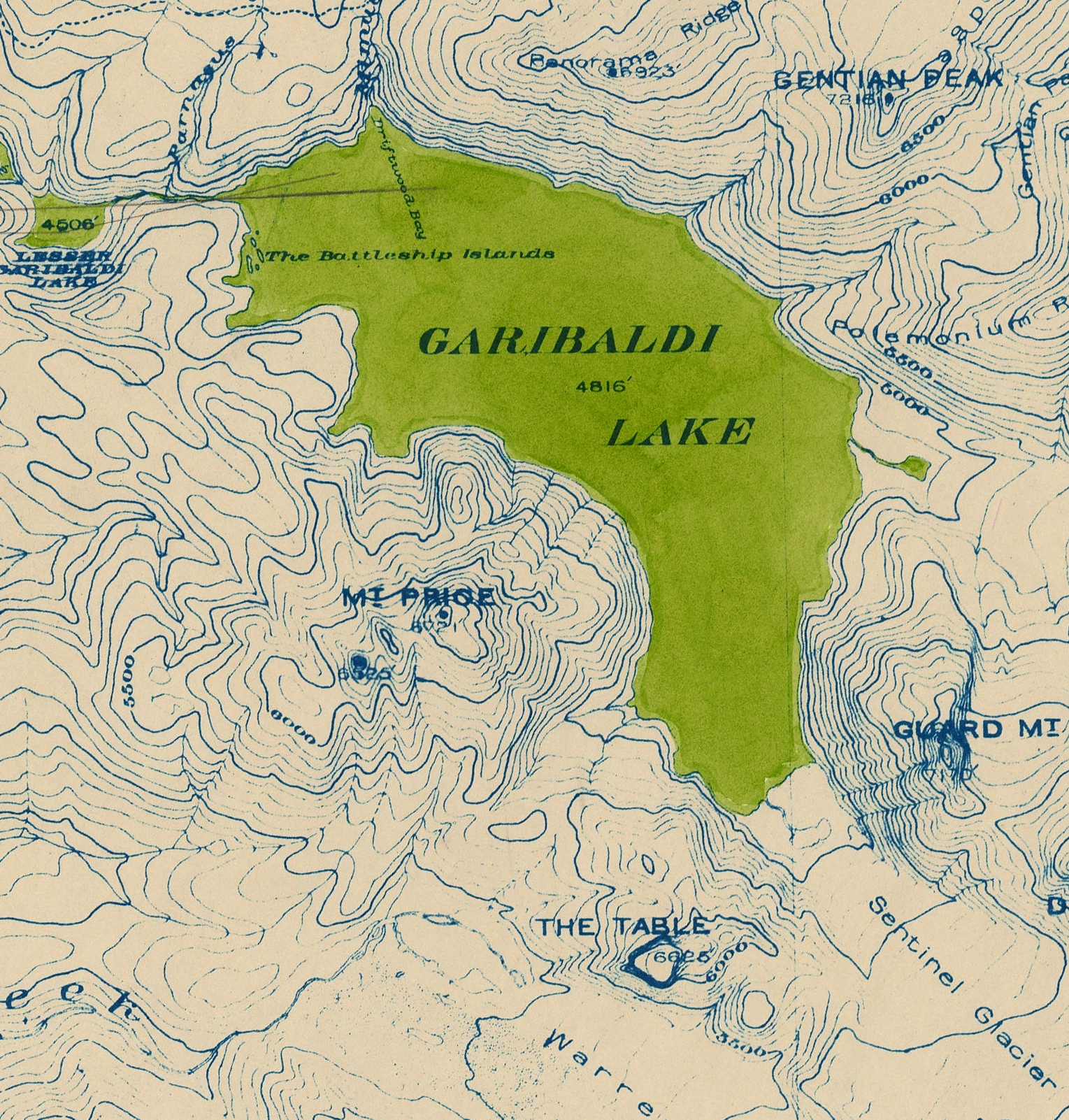
خريطة طبوغرافية لمنطقة بحيرة غاريبالدي تصور جبل برايس والقمم المجاورة

تنقسم المنطقة البيئية لنطاقات المحيط الهادئ إلى سبعة أقسام بيئية، يعتبر القسم البيئي لنطاقات شرق المحيط الهادئ هو المحور البيئي الرئيسي في ماونت برايس. يتميز هذا التكوين البيئي بالمناظر الطبيعية الوعرة للجبال التي يزداد ارتفاعها من الجنوب إلى الشمال؛ القمم الشمالية تحتوي على حقول جليدية كبيرة. يهيمن مناخ انتقالي بين المناخات القارية الساحلية والداخلية على القسم البيئي لنطاقات شرق المحيط الهادئ. يتميز بقلة هطول الأمطار ودرجات حرارة معتدلة بسبب مرور هواء المحيط الهادئ غالبا فوق هذه المنطقة. خلال فصل الشتاء، يغزو هواء القطب الشمالي البارد من الداخل المركزي، مما يؤدي إلى غطاء غيوم شديد وثلوج. يوجد عدد من البراكين الأخرى في المنطقة البيئية لنطاقات شرق المحيط الهادئ. وهذا يشمل جبل ميغر، الذي يقع بالقرب من منابع نهر ليلويت، وجبل غاريبالدي وجبل كايلي، اللذين يقعان في مستجمعات المياه في نهر سكواميش.
تتدفق العديد من الأنهار عبر القسم البيئي لنطاقات شرق المحيط الهادئ، بما في ذلك نهري فريزر وكوكيهالا على جانبها الشرقي ونهر تشيكاموس وسكواميش وإلاهو على الجانب الغربي ونهر ليلويت في الوسط. تهيمن غابات الشوكران الغربي الساحلية على جميع الوديان والمنحدرات السفلية من هذا القسم البيئي تقريبا، والمنحدرات العليا تحتوي على غابات الشوكران الجبلي السفلي، وبدرجة أقل، غابات التنوب الإنجلمان وغابات التنوب. يقع الغطاء النباتي في جبال الألب فوق غابات سفوح الجبال، والتي عادة ما تكون مغطاة بصخور قاحلة. الحياة البرية مثل طيور الجايز الرمادية والسنجاب والسناجب والوميض والغزلان والماعز الجبلي والولفيرين والكوجر والدببة الرمادية والسوداء موجودة محليًا. تقع مجتمعات ويسلر (كولومبيا البريطانية) وبيمبرتون (كولومبيا البريطانية) و ماونت كاري(كولومبيا البريطانية)و هوب (كولومبيا البريطانية) و ييل ضمن المنطقة البيئية للنطاقات الشرقية من المحيط الهادئ، وكلها متصلة بالبر الرئيسي السفلي من خلال شبكة من الطرق السريعة.

## جيولوجيا

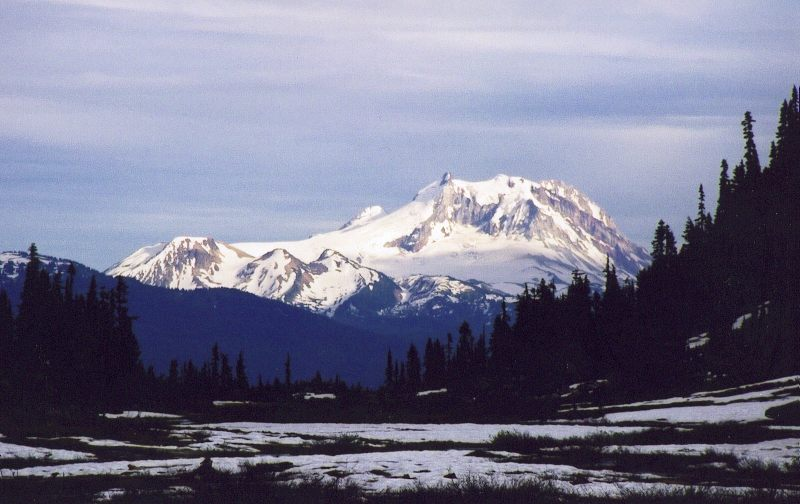
جبل جاريبالدي مع ماونت برايس و جبل كلنكر بيك في اليسار-الوسط

يعد ماونت برايس أحد البراكين الثلاثة الرئيسية في الجزء الجنوبي من الحزام البركاني جاريبالدي، والاثنان الآخران هما ماونت جاريبالدي و الأنياب السوداء. يعد ماونت برايس أيضًا جزءًا من حقل بحيرة جاريبالدي البركاني. يتكون هذا من العديد من البراكين وتدفقات الحمم البركانية التي تشكلت في آخر 1.3 ملايين السنوات؛ عُثِر على أقدم الصخور البركانية في ماونت برايس و الأنياب السوداء. توجد العديد من الصخور البركانية ذات التركيبات المختلفة في الحقل البركاني لبحيرة غاريبالدي. وهذا يشمل أنديسايت، داسيت، أنديسايت بازلتية وبازلت. من غير المعروف متى حدث الانفجار الأخير ولكن ربما كان في أوائل الهولوسين.  على الرغم من عدم وجود ينابيع حارة معروفة في منطقة غاريبالدي، إلا أن هناك دليلًا على ارتفاع تدفق الحرارة بشكل غير طبيعي في تيبل ميدوس جنوب ماونت برايس وفي أماكن أخرى.
كما هو الحال في البراكين الأخرى في حزام غاريبالدي البركاني، تشكّل جبل برايس نتيجة لبراكين منطقة الاندساس. عندما تندفع صفيحة جوان دي فوكا أسفل صفيحة أمريكا الشمالية في منطقة اندساس كاسكاديا، فإنها تشكل البراكين والانفجارات البركانية.  على عكس معظم مناطق الاندساس في جميع أنحاء العالم، لا يوجد خندق محيطي عميق على طول الحافة القارية لكاسكاديا. هناك أيضًا القليل جدًا من الأدلة الزلزالية على أن صفيحة خوان دي فوكا تنخفض بنشاط. يكمن التفسير المحتمل في معدل التقارب بين صفائح خوان دي فوكا وأمريكا الشمالية. تتلاقى هاتان الصفيحتان التكتونيتان حاليًا بمعدل 3 إلى 4 سنتيمتر (1.2 إلى 1.6 بوصة) سنويًا، أي حوالي نصف معدل التقارب منذ سبعة ملايين سنة. من المحتمل أن يؤدي هذا التقارب البطيء إلى انخفاض النشاط الزلزالي وعدم وجود خندق محيطي. أفضل دليل على الاندساس المستمر هو وجود نشاط بركاني نشط في قوس كاسكيد البركاني.

### التركيب

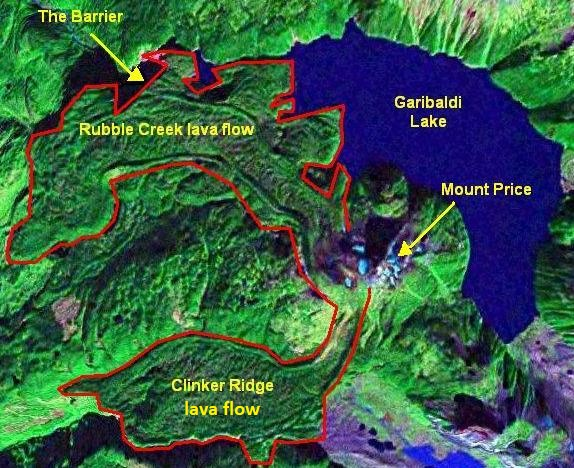
صورة ملونة زائفة لماونت برايس وتدفقات الحمم البركانية المرتبطة بها

يصل ارتفاع الجبل الى 2,049 متر (6,722 قدم)وهو أحد براكين حزام غاريبالدي العديدة التي كانت نشطة بركانيًا أثناء العصر الرباعي.. على عكس معظم البراكين الطبقية في كندا، يتمتع ماونت برايس بهيكل متماثل تقريبًا. يحيط منحدرها الغربي قمة كلنكر، وهو بركان طبلي بارتفاع 1،983 متر (6،506 قدم) يحتوي على فوهة بركانية متصدعة. أعطت أكسدة الصخور البركانية لوناًأحمراً لجبل برايس.
يقع جبل برايس داخل حوض يشبه دارة - مثل حوض مقطوع في هضبة على الجانب الجنوبي من وادي بحيرة غاريبالدي. يتكون هذاالحوض من جدار من الجرانيت، يحيط بالبركان من جهته الغربية والجنوبية الغربية. يتم الآن ملئه بالكامل تقريباً بواسطة ماونت برايس، ولكن بعض المساحات الصغيرة من أرضيته مكشوفة على الجانب الشمالي. من المحتمل أن يكون الحوض قد تشكل نتيجة للعمل الجليدي حيث يبدو أن جانبه الشمالي قد تعرض للتجلد بشكل شبه مؤكد. ربما يُنسب بخلاف ذلك إلى انفجار بركاني، ولكن لا توجد مواد مجزأة حول هامشها لتأكيد ذلك.